# Покотилов, Дмитрий Дмитриевич
Дми́трий Дми́триевич Покоти́лов (1 (13) августа 1865, Санкт-Петербург — 23 февраля (7 марта) 1908, Пекин) — российский дипломат и предприниматель, действительный статский советник (1900), посол в Китае.

## Биография

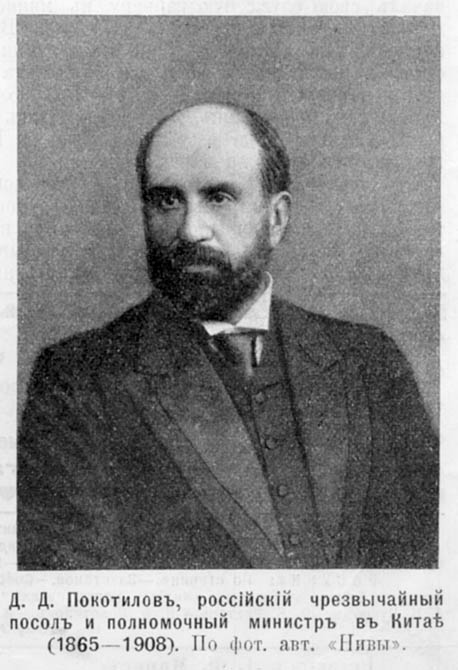
Д. Д. Покотилов

Родился 1 (13) августа 1865 года в Санкт-Петербурге в семье военного инженера-строителя, позднее гласного Петербургской думы, генерал-майора Дмитрия Викторовича Покотилова. С 1878 по 1883 годы учился в «филологической гимназии» при Санкт-Петербургском филологическом институте, которую окончил с серебряной медалью.
По окончании курса на Восточном факультете Санкт-Петербургского университета в 1887 году поступил на службу в Министерство иностранных дел и был командирован в Китай. В 1893 году перешёл на службу в канцелярию Министерства финансов, где встал во главе отделения, ведавшего делами Японии и Кореи. Летом 1894 году командирован в Канаду для изучения опыта железнодорожного строительства.
Когда в 1895 году был учреждён Русско-Китайский банк, Покотилов занял место директора Пекинского отделения этого банка и опять уехал в Китай для организации нового учреждения на месте. С января 1897 г. официальный агент Министерства финансов в Китае, ближайший сподвижник С. Ю. Витте, его «глаза и уши» на Дальнем Востоке. В июне 1897 г. вошёл в руководящий комитет «Синдиката для разработки рудных богатств Китая», в октябре того же года вошёл в состав правлений Русско-Корейского банка в Сеуле и Общества КВЖД; принимал активное участие в переговорах с Ли Хунчжаном о статусе КВЖД и Порт-Артура. В 1900 году наряду с другими жившими в Пекине европейцами пережил осаду посольств боксёрами.
В 1905 году, после смерти российского посла в Китае П. М. Лессара, занял освободившийся пост; участник Портсмутской мирной конференции в качестве представителя «по железнодорожным и иным предприятиям Российской империи в Маньчжурии». Скончался в Пекине 23 февраля 1908 г.
Автор исторических, политических и экономических трудов о Дальнем Востоке.

## Награды
Российской империи:
- Орден Святого Станислава 3-й степени (1892)
- Орден Святого Владимира 3-й степени (1904)
- Медаль «В память царствования императора Александра III»

Иностранных государств:
- Китайский орден Двойного Дракона 2-й степени 1-го класса (1902)

## Избранная библиография
- История восточных монголов в период династии Мин. 1368—1634. (По китайским источникам). Архивная копия от 18 сентября 2020 на Wayback Machine — СПб., 1893
- У-тай, его прошлое и настоящее. — СПб., 1893
- Китайцы об европейцах // «Вестник Европы». — 1893, июнь.
- Канадская тихо-океанская железная дорога и влияние, оказанное ею на рост экономического благосостояния Канады. — СПб., 1894
- Китайские порты, имеющие значение для русской торговли на Дальнем Востоке. Ч. 1—2. — СПб., 1895
- Корея и японо-китайское столкновение. — СПб., 1895
- Некоторые данные о мерах веса и пробах серебра, обращающегося на шанхайском, тяньцзиньском, пекинском и маньчжурских денежных рынках. — [Санкт-Петербург]: тип. Акад. наук, [1897].
- Данные, относящиеся до экономического положения современной Кореи. — СПб., 1897
- Отчет о поездке, совершенной весной 1898 г. по южной части Ляодунского полуострова. — СПб., 1898
- Дневник осады европейцев в Пекине. Вып. 1—2. — Ялта, 1900